# Port de Montebello
Ne doit pas être confondu avec Quai de Montebello ou Rue de Montebello.
Le port de Montebello est une voie située le long de la Seine dans les quartiers Saint-Victor et Sorbonne du 5e arrondissement de Paris. Il ne doit pas être confondu avec le quai de Montebello situé au niveau supérieur et non sur berge.

## Situation et accès
Le port de Montebello est desservi par la ligne 10 à la station Maubert - Mutualité.

## Origine du nom
Comme le quai de Montebello le port de Montebello honore Jean Lannes, duc de Montebello (1769-1809), général de la Révolution et de l'Empire, élevé à la dignité de maréchal d'Empire tué à la bataille d'Essling.

## Historique
Anciennement nommée « port aux Mulets » puis « port de l'Évêque », cette voie sur berge de Seine est essentiellement liée à l'activité fluviale de déchargement des marchandises autrefois et de stationnement plus ou moins permanent de navires, le plus souvent des péniches, depuis le milieu du XXe siècle.

## Bâtiments remarquables et lieux de mémoire

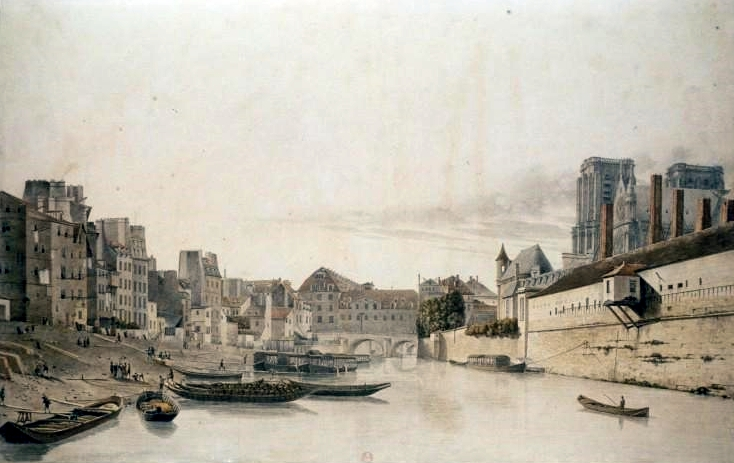
Vue du port vers 1800, aquarelle de Victor-Jean Nicolle.
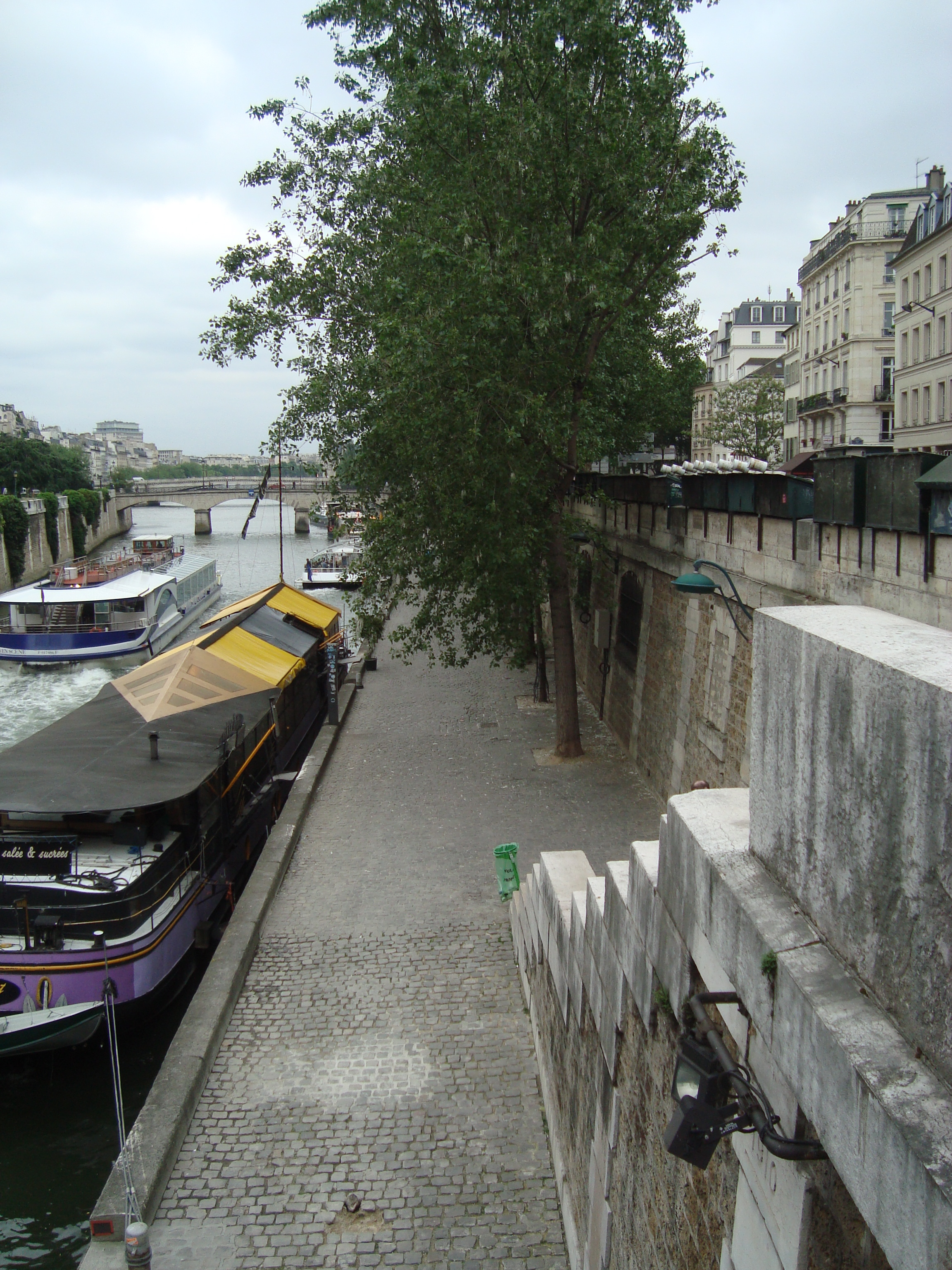
Port vu en direction du pont de l'Archevêché.

## Dans la fiction
- En 1995, dans une scène du film Tout le monde dit I love you, Woody Allen et Goldie Hawn entament une danse sur le quai de Montebello.
- Une scène du film Absolument fabuleux (2001) se déroule port de Montebello.
- Une scène de La Mémoire dans la peau (2002) se déroule port de Montebello, quand le héros et son accompagnatrice (Matt Damon et Franka Potente) arrivent à Paris.
- Isabelle Huppert et Judith Magre partagent une scène filmée à bord d'un restaurant flottant amarré au port de Montebello dans le film Elle de Paul Verhoeven en 2016.